# Kantian Review
Kantian Review è una rivista triennale di filosofia in lingua inglese pubblicata congiuntamente dall'Università del Galles e dalla Kant Society of Great Britain in collaborazione con la Cambridge University Press. e sostenuta dalla North American Kant Society.
Il periodico si concentra su Immanuel Kant e pubblica articoli e recensioni selezionati per la loro qualità e rilevanza per l'attuale dibattito filosofico in relazione all'opera di Kant.
Fu pubblicato per la prima volta nel marzo 1997 sotto la direzione di Graham Bird dell'Università di Manchester. Howard Lloyd Williams dell'Università di Aberystwyth e Cardiff e Richard Aquila sono attualmente responsabili della Kantian Review.